# Guillaume Visser
Guilielmus (Guillaume) Visser (Antwerpen, 20 april 1880 - april 1952) was een Belgische roeier en voetballer. Hij was lid van het Belgisch roeiteam en lid van de Sport Nautique de Gand en van Racing Club de Gand. Hij veroverde in het roeien 13 Europese titels.

## Roeien
Visser begon in 1900 met roeien. Vanaf 1902 vormde hij een boot met Urbain Molmans. Samen veroverden ze vijf Europese titels in de twee met stuurman. Met zijn club Sport Nautique de Gand werd hij ook vijfmaal kampioen in de vier met stuurman en driemaal met de acht. Hij nam verschillende keer deel aan de Grand Challenge Cup en won driemaal. Hij nam deel aan de Olympische Zomerspelen 1912. In de vier met stuurman werd hij uitgeschakeld in de kwartfinale.

## Voetbal
Visser was ook voetballer, maar roeien was in die dagen belangrijker voor pers en publiek. Hij speelde als verdediger bij FC Brugeois en Racing Club de Gand.

## Zwemmen
Visser was ook actief als zwemmer. Hij was stichter en voorzitter van de Gentsche Zwemvereeniging.

## Palmares

### twee met stuurman
- 1903:  EK in Giudecca
- 1904:  BK
- 1904:  EK in Parijs
- 1905:  BK
- 1905:  EK in Gent
- 1906:  BK
- 1906:  EK in Pallanza
- 1907:  BK
- 1907:  EK in Straatsbrug/Kehl
- 1908:  BK
- 1908:  EK in Luzern
- 1910:  EK in Oostende
- 1911:  EK in Como

### vier met stuurman
- 1903:  BK
- 1903:  EK in Giudecca
- 1904:  BK
- 1904:  EK in Parijs
- 1905:  BK
- 1905:  EK in Gent
- 1906:  BK
- 1906:  EK in Pallanza
- 1907:  BK
- 1907:  EK in Straatsbrug/Kehl
- 1910:  EK in Oostende
- 1912:  EK in Genève
- 1912: ¼ fin. OS in Stockholm

### acht
- 1903:  BK
- 1903:  EK in Giudecca
- 1904:  BK in Brussel
- 1904:  EK in Parijs
- 1905:  BK in Terdonk
- 1905:  EK in Gent
- 1906:  Grand Challenge Cup op de Henley Royal Regatta
- 1907:  Grand Challenge Cup op de Henley Royal Regatta
- 1908:  BK in Oostende
- 1909:  Grand Challenge Cup op de Henley Royal Regatta
- 1910:  BK in Brussel
- 1910:  EK in Oostende